# Colaspoides basilana
Colaspoides basilana es un coleóptero de la familia Chrysomelidae.
Fue descrita científicamente en 2006 por Medvedev.